# Центральная мечеть Лагоса
Центральная мечеть Лагоса (англ. Lagos Central Mosque) — мечеть в городе Лагос в Нигерии.

## История
Первая центральная мечеть в Лагосе была построена Мусульманским советом Джагата в Лагосе. Решение о строительстве Центральной мечети Лагоса было принято в 1905 году. Строительство началось в 1908 году. Мечеть была построена в июле 1913 года и служила общине Лагоса в течение 70 лет.
Идея о строительстве новой мечети возникли в 1963 году. До 1973 года были собраны средства на строительство и приобретён смежный участок земли для расширения здания. Однако план был отложен, а старая мечеть была окончательно снесена в 1983 году. Затем мусульмане проводили намаз в близлежащей мечети Алли-Балогун до тех пор, пока новая мечеть не была построена. Новая мечеть была открыта 28 мая 1988 года на месте старой. На церемонии открытия присутствовал президент Нигерии Ибрагим Бабангида.

## Описание
Центральная мечеть Лагоса расположена на острове Лагос в городе Лагос. Она является важной мечетью для мусульманской общины города и домом Главного имама Лагоса. Здание мечети расположено на улице Ннамди Азикиве. Здание мечети имеет четыре минарета, два маленьких и два высоких, меньшие расположены над входом, а более высокие — по бокам. Площадь здания составляет около одного акра и занимает 50 метров пространства вдоль улицы Ннамди Азикиве. Вход в новое здание ведёт к риваку, подчёркнутому украшенными колоннами, а рядом находится внутренний двор. Площадь молитвенного зала составляет 750 м². Диаметр центрального купола мечети составляет 15 метров. Металлический купол облицован позолоченным алюминием.
Под зданием мечети есть место для погребения умерших имамов и выдающихся членов мусульманской общины Лагоса. Также в здании есть офисный блок, библиотека, исламский центр и квартира для главного имама.